# Scaphyglottis bifida
Scaphyglottis bifida é uma espécie de orquídea epífita, família Orchidaceae, que habita da Costa Rica ao Suriname.